# 호제르 가우슈
호제르 호베르투 두스 산투스(포르투갈어: Roger Roberto dos Santos, 1986년 3월 30일 ~ ) 또는 호제르 가우슈(포르투갈어: Roger Gaúcho)는 브라질의 축구 선수로 포지션은 공격형 미드필더다.

## 선수 생활

### 부천 FC 1995
2016년 12월 28일 K리그 챌린지의 부천 FC 1995로 이적하였지만, 2017년 2월 22일 계약해지되었다.